# Kurt Franz
Kurt Hubert Franz (ur. 17 stycznia 1914 w Düsseldorfie, zm. 4 lipca 1998 w Wuppertalu) – niemiecki kucharz, SS-Untersturmführer, zbrodniarz hitlerowski.
Od 1937 roku służył w szeregach SS, między innymi jako strażnik w obozie koncentracyjnym Buchenwald. W latach 1939–1942 uczestniczył w akcji T4. Następnie został przeniesiony do okupowanej Polski, aby wziąć udział w eksterminacji Żydów. Przez kilka miesięcy służył w obozie zagłady w Bełżcu, po czym we wrześniu 1942 roku objął funkcję zastępcy komendanta obozu zagłady w Treblince. Ze względu na swe skrajne okrucieństwo był najbardziej znienawidzonym i budzącym największy strach członkiem obozowej załogi. W sierpniu 1943 roku, po buncie i masowej ucieczce więźniów Treblinki, zastąpił Franza Stangla na stanowisku komendanta i kierował likwidacją obozu.
W ostatnim okresie wojny służył na wybrzeżu Adriatyku. Po zwolnieniu z amerykańskiego obozu jenieckiego zamieszkał w Niemczech Zachodnich. Był głównym oskarżonym w procesie załogi Treblinki, który toczył się w Düsseldorfie w latach 1964–1965. Został skazany na karę dożywotniego pozbawienia wolności.

## Życiorys

### Młodość i pierwsze lata służby w SS
Urodził się w 1914 roku w Düsseldorfie. Był synem sprzedawcy. W latach 1920–1928 uczęszczał do szkoły podstawowej. Po zakończeniu nauki terminował najpierw na rzeźnika, a później na kucharza. Ostatecznie nie został jednak kwalifikowanym szefem kuchni, gdyż nie przystąpił do egzaminu końcowego.
W latach 1932–1934 przebywał w obozie ochotniczej służby pracy, zorganizowanym w Ratingen przez paramilitarny Stahlhelm. W 1935 roku został powołany w szeregi Wehrmachtu. Dwuletnią służbę wojskową odbył w 6. pułku artylerii w Minden, uzyskując stopień starszego kanoniera. Po przejściu do rezerwy wstąpił w szeregi SS-Totenkopfverbände. Przez dwa lata służył w pułku SS-Totenkopf-Standarte 3 „Thüringen”. W tym okresie stacjonował we Frankenbergu, Weimarze oraz w obozie koncentracyjnym Buchenwald. W czasie służby w oddziałach „Trupiej Główki” był kucharzem oraz zajmował się szkoleniem rekrutów. W Buchenwaldzie sporadycznie pełnił również służbę wartowniczą. Przed wybuchem II wojny światowej został awansowany na podoficerski stopień SS-Unterscharführera.

### Akcja T4 i Bełżec
W październiku lub listopadzie 1939 roku został wezwany do Kancelarii Führera w Berlinie, gdzie otrzymał przydział do personelu akcji T4, czyli tajnego programu eksterminacji osób psychicznie chorych i niepełnosprawnych umysłowo. Jako kucharz służył w „ośrodkach eutanazji” w Grafeneck, Brandenburgu, Sonnenstein i Hartheim. Na przełomie 1941/42 roku pracował przez pewien czas w berlińskim biurze Kancelarii Führera.
Podobnie jak wielu innych wykonawców akcji T4 został przeniesiony do okupowanej Polski, aby wziąć udział w eksterminacji Żydów. W marcu lub kwietniu 1942 roku udał się do Lublina, skąd skierowano go do obozu zagłady w Bełżcu. Początkowo był kucharzem niemieckiej załogi, jednakże wkrótce komendant Christian Wirth powierzył mu zadanie szkolenia ukraińskich strażników.
20 kwietnia 1942 roku został awansowany do stopnia SS-Oberscharführera.

### Treblinka
Pod koniec sierpnia 1942 roku Wirth, który od miesiąca pełnił funkcję inspektora wszystkich obozów zagłady akcji „Reinhardt”, przeniósł Franza do ośrodka zagłady w Treblince. Do obozu przybył on najprawdopodobniej w pierwszych dniach września. Był odtąd zastępcą komendanta Franza Stangla. Dowodził także kompanią ukraińskich strażników. Wiosną 1943 roku w uznaniu zasług, które położył w czasie akcji „Reinhardt”, został awansowany na oficerski stopień SS-Untersturmführera.
Franz do pewnego stopnia zastępował Stangla w bieżącym zarządzaniu obozem, a w szczególności w sprawach związanych z nadzorem nad Arbeitsjuden, czyli żydowskimi więźniami, którym oszczędzono natychmiastowej śmierci w komorach gazowych. Ci ostatni nadali Franzowi przydomek „Lalka” (jid. Lalke) ze względu na jego urodę i elegancję. 

On nie chodzi, on kroczy. Świadomie stawia każdy krok, wie, że wszystko jest na nim bez skazy, wyprasowane, wypolerowane na wysoki połysk […] Oberscharführer SS Kurt Franz wie doskonale, że jest tu najbardziej okazałym i najpiękniej wyrośniętym facetem. Nie wie jednak, że z powodu jego sylwetki, rumianych policzków i lśniących piwnych oczu nędznicy z Treblinki obdarzyli go przydomkiem „Lalka” – wspomnienia Richarda Glazara

Z powodu swojego wyjątkowego okrucieństwa Franz stał się szybko najbardziej znienawidzonym i budzącym największy strach członkiem załogi obozu. Niemal codziennie dokonywał jego obchodu, każdorazowo mordując i maltretując więźniów. Dużą satysfakcję sprawiało mu zwłaszcza obserwowanie lub osobiste wykonywanie kary chłosty. W tym drugim przypadku dopilnowywał zawsze, aby chłosta była wykonywana na gołe ciało; niektórzy autorzy dopatrywali się w tym przejawów sadyzmu seksualnego. Często był też obecny przy „karnych gimnastykach”. Regularnie „selekcjonował” więźniów pod kątem zdolności do pracy. Często wystarczyła zabandażowana ręka lub widoczna gołym okiem powierzchowna rana, by wysłał ofiarę na egzekucję do „lazaretu”. Gdy pewnego razu kilku więźniów przyłapano na próbie ucieczki, kazał powiesić ich głową w dół, skatował ich pejczem, a na koniec zastrzelił. Przy innej okazji wraz z zastępcą komendanta pobliskiego karnego obozu pracy, Karlem Prefim, urządził „zawody strzeleckie”, w których rywalizacja polegała na trafieniu strzałem z pistoletu prosto w serce więźnia. Zginęło wtedy co najmniej ośmiu Żydów.
Oskar Strawczyński wspominał:

„Lalka” nigdy nie odchodził bez pozostawienia po sobie pamiątki któremuś z więźniów. Zawsze znalazł się jakiś pretekst. Nawet jeśli nie było żadnego – nie sprawiało to żadnej różnicy.

Z kolei według Jakuba Jakubowicza:

Franz nigdy nie zjadł śniadania, obiadu lub kolacji zanim nie zabił kilku Żydów. To była część jego posiłku.

Franz okrutnie traktował również Żydów, których prowadzono do komór gazowych. Często wyciągał z tłumu wybrane ofiary i własnoręcznie je rozstrzeliwał. Pewnego razu miał zastrzelić trzydziestu Żydów z jednego tylko transportu. Ze szczególnym upodobaniem znęcał się nad ortodoksyjnymi wyznawcami judaizmu. Świadkowie zeznawali ponadto, że miały miejsce przypadki, gdy mordował małe dzieci i niemowlęta roztrzaskując im głowy o ściany budynków. Według Franciszka Ząbeckiego miał często przyjeżdżać na stację kolejową Treblinka, aby tropić i mordować Żydów, którzy uciekli z transportów. Jankiel Wiernik szacował, że liczba ofiar, które Franz własnoręcznie zamordował, mogła sięgać tysiąca. Eliasz Rosenberg zeznał natomiast, że liczba zbrodni Franza była tak wielka, że nie jest w stanie wymienić nawet tych, których był naocznym świadkiem.
Postrachem więźniów był również pies Franza, przypominający bernardyna mieszaniec o imieniu Barry. Zwierzę zostało wyszkolone, by na komendę „człowieku bierz psa” rzucać się na Żydów. Ze względu na duże rozmiary Barry’ego atak często kończył się poważnym okaleczeniem ofiary, a w skrajnych wypadkach nawet jej śmiercią. Nierzadko pokąsani przez psa Żydzi byli zabijani na miejscu przez Franza lub wysyłani na egzekucję do „lazaretu”. Barry przejawiał jednak agresję tylko w obecności swojego opiekuna. Ocaleni więźniowie wspominali, że gdy Franza nie było w pobliżu, pies pozwalał, by go głaskano, a nawet się z nim bawiono.
Franz nie tylko katował i zabijał Żydów, lecz również lubował się w wymyślaniu rozmaitych „rozrywek”, które miały na celu ich upokorzenie i udręczenie. Na jego polecenie żydowski muzyk Artur Gold skomponował tzw. Hymn Treblinki. Wiosną 1943 roku zorganizował dla załogi i więźniów „koncert” oraz „zawody bokserskie”. Sam wystąpił wtedy na ringu, przy czym jego żydowski „przeciwnik” nie miał prawa odpowiedzieć na jego ciosy.
2 sierpnia 1943 roku w Treblince wybuchło powstanie więźniów. Franz nie był wtedy obecny w obozie, gdyż wraz z grupą esesmanów i strażników udał się nad Bug, aby wykąpać się w rzece (według innej wersji odwiedzał swoją kochankę w Ostrowi Mazowieckiej). W konsekwencji buntu i masowej ucieczki Franz Stangl został przeniesiony do Triestu, a Franz stanął na czele tzw. Restkommando, którego zadaniem było zatrzeć ślady po istnieniu obozu. Pod jego nadzorem żydowscy więźniowie rozebrali ogrodzenie i budynki, które przetrwały sierpniowe powstanie, oraz zasypali masowe groby. Na terenie poobozowym urządzono gospodarstwo rolne, w którym osadzono dwóch ukraińskich strażników wraz z rodzinami. 17 listopada 1943 roku Franz wraz z Willym Mentzem i Paulem Bredowem rozstrzelał w pobliskim lesie ostatnią grupę więźniów Treblinki.

### Dalsze losy
Po likwidacji Treblinki przez krótki czas przebywał w obozie zagłady w Sobiborze. W listopadzie 1943 roku został, podobnie jak większość weteranów akcji „Reinhardt”, przeniesiony na wybrzeże Adriatyku. Przez 2–3 miesiące szkolił rekrutów w szkole Landesschutzu w Trieście, później powierzono mu zadanie zorganizowania podobnej szkoły w Gorycji. Pod koniec 1944 roku został ranny w potyczce z partyzantami. Po zakończeniu rekonwalescencji zajmował się ochroną linii kolejowych.
W maju 1945 roku, przebywając wtedy na terytorium Austrii, dostał się do amerykańskiej niewoli. Zdołał zbiec i przedostać się na terytorium Niemiec. Tam Amerykanie zatrzymali go ponownie, lecz wkrótce został wypuszczony na wolność. Powrócił do Düsseldorfu, gdzie pracował najpierw jako robotnik budowlany, a później jako kucharz.

### Śledztwo i proces
Nazwisko Franza bardzo często przewijało się w zeznaniach ocalałych więźniów Treblinki, składanych podczas pierwszych powojennych śledztw, które prowadzono w Polsce i Niemczech Zachodnich. Gdy w 1959 roku Centrala Badania Zbrodni Narodowosocjalistycznych w Ludwigsburgu wszczęła śledztwo w sprawie zbrodni popełnionych w Treblince, szybko stał się jednym z pierwszych podejrzanych. Dowody zgromadzone we wstępnej fazie śledztwa okazały się na tyle silne, że prokuratura zdołała uzyskać zgodę na jego tymczasowe aresztowanie. Został zatrzymany 2 grudnia 1959 roku. W jego domu odnaleziono wtedy album zatytułowany „Piękne czasy” (niem. Schöne Zeiten), zawierający zdjęcia, które wykonał w Treblince.
Był de facto głównym oskarżonym w pierwszym procesie załogi Treblinki, który toczył się w Düsseldorfie w latach 1964–1965; na jego osobie koncentrowała się też uwaga dziennikarzy, którzy proces relacjonowali. Akt oskarżenia przeciwko niemu i trzynastu innym esesmanom został wniesiony 29 stycznia 1963 roku. Podczas procesu przyjął linię obrony polegającą na zaprzeczaniu wszystkim oskarżeniom. Twierdził, że nigdy nie dopuścił się morderstwa. Zaprzeczał jakoby był słynnym z okrucieństwa „Lalką”, utrzymując, że pomylono go z nieżyjącym komendantem Irmfriedem Eberlem. Zaprzeczał również, że pełnił jakąkolwiek funkcję kierowniczą w obozie, twierdząc, że jego jedynym zadaniem było nadzorowanie ukraińskich strażników. Utrzymywał, że do Treblinki przybył 31 października 1942 roku i opuścił ją 2 października następnego roku, co miało oznaczać, że służbę w obozie rozpoczął w okresie, gdy zmniejszało się natężenie akcji eksterminacyjnej, a jednocześnie potwierdzić, iż to nie on polecił rozstrzelać ostatnią grupę więźniów. Utrzymywał nawet, że nigdy nie był członkiem NSDAP. 
Już w pierwszej fazie procesu wszyscy współoskarżeni podważyli jego linię obrony, zgodnie zeznając, że przez długi czas pełnił funkcję zastępcy komendanta. Czterech z nich zeznało ponadto, że przebywał na terenie obozu w październiku i listopadzie 1943 roku. Franz nie zdołał także podważyć zapisu z protokołu przesłuchania, w którym przyznał, że do Treblinki przybył latem lub wczesną jesienią 1942 roku. Kluczowe okazały się jednak zeznania ocalałych więźniów. Liczni żydowscy świadkowie zidentyfikowali go jako osławionego „Lalkę” oraz złożyli obszerne zeznania na temat jego licznych zbrodni. Mimo przytłaczających dowodów winy Franz nie zmienił swojej linii obrony. Twierdził, że jest ofiarą spisku, a ocalałym więźniom zarzucał kłamstwo. Jego adwokaci usiłowali także podważyć bezstronność sędziów, sugerując bezpodstawnie, że niektórzy z nich mogą być krewnymi lub powinowatymi ofiar nazizmu. Nieustanne zaprzeczenia i butna podstawa Franza wywoływały oburzenie publiczności i jawną irytację sędziów. Przewodniczący składu sędziowskiego nie był też w stanie powstrzymać się od gwałtownej reakcji, gdy podczas jednej z rozpraw Franz określił siebie samego mianem „żołnierza”. Dowody winy były tak przytłaczające, że gdy nadszedł czas mów końcowych, obrońca nie próbował ich podważać, lecz argumentował, że Franz był jedynie trybikiem w machinie Zagłady, a prawdziwym winnym jest niemiecki system sądowniczy, który dopuścił do sytuacji, w której Holocaust mógł się wydarzyć.
Wyrok w pierwszym procesie załogi Treblinki zapadł 3 września 1965 roku. Franz został uznany winnym 35 przypadków morderstwa na co najmniej 139 osobach. Uznano go także winnym współudziału w zbiorowym mordzie na 300 tys. osób. Otrzymał karę dożywotniego pozbawienia wolności. W uzasadnieniu wyroku zapisano, że Franz okazywał w Treblince sadyzm i pogardę dla żydowskiego życia do takiego stopnia, że „z trudem mieści się to w granicach ludzkiej wyobraźni”. Sędziowie ocenili również, że „znaczną część rzeki krwi i łez, która przetoczyła się przez Treblinkę, można zapisać wyłącznie na jego konto”.
Ze względu na stan zdrowia został warunkowo zwolniony w lutym 1993 roku. Zmarł w domu spokojnej starości w Wuppertalu w lipcu 1998 roku.